# Claude Baudard de Saint-James
Pour les articles homonymes, voir Saint James.
Claude Baudard de Saint-James, baron de Sainte-Gemmes-sur-Loire, seigneur de Murs, de Mont-Saint-Père, de Crézancy, de Gland et de Chartèves, né le 7 mai 1738 à Angers et mort le 5 juillet 1787 à Paris, est un financier français du XVIIIe siècle.

## Biographie
Fils de Marguerite Baudry de La Gaucherie et de Georges Nicolas Baudard de Vaudésir (cousin de Louis Baudard de Fontaine), receveur des tailles de l'élection d'Angers devenu trésorier général des Colonies, il lui succède en 1758 dans les fonctions de trésorier général de la Marine et des Colonies et développe de manière extraordinaire les affaires de son père. Il est associé à toutes les grandes entreprises industrielles et financières de son temps : la Compagnie du Nord, la Compagnie du Creusot, la Compagnie des eaux de Paris, les mines de cuivre de Baïgorry et de Decize ou le grand contrat pour approvisionner la marine de 150 000 à 300 000 pieds cubes de bois, associé au négociant malouin Marion-Brillantais.
Élisabeth Vigée Le Brun a écrit à son propos : « M. de Sainte-James était fermier général, puissamment riche, et vraiment financier dans toute l'étendue du terme. C'était un homme de moyenne grandeur, gros et gras, au visage très coloré de cette fraîcheur qu'on peut avoir à cinquante ans passés quand on se porte bien et qu'on est heureux. M. de Sainte-James tenait un état de maison de la plus grande opulence; il habitait un des beaux hôtels de la place Vendôme, et donnait là de très grands et bons dîners, où il réunissait trente ou quarante personnes pour le moins. N'ayant pu refuser d'y aller une fois, je regrettai beaucoup de n'être ni gourmande ni friande; car sous ces deux rapports j'aurais été complètement satisfaite, tandis que cette société si nombreuse ne me sembla pas, à beaucoup près, aussi aimable que celle qu'on trouvait chez ce bon M. Boutin. M. de Sainte-James recevait son monde avec plus de bonhomie que de grâces. Après le dîner on passait dans un superbe salon, entièrement garni de glaces; mais tout cela ne faisait point que tant de personnes réunies, qui ne se connaissaient pas, pussent causer ensemble avec cette espèce de confiance et d'intimité qui fait le charme des conversations. Plus tard, lorsque M. de Sainte-James eut arrangé sa maison et son magnifique jardin de Neuilly, ce qu'on a toujours appelé la folie Sainte-James, il m'engagea à venir y dîner avec quelques-uns de mes amis. Cette journée fut agréable, il nous promena dans ce beau parc, qui venait de coûter des trésors. Entre autres folles dépenses, on avait construit un rocher factice, dont les énormes pierres, apportées de fort loin sans doute, et à bien grands frais, avaient l'air de n'être que suspendues. J'avoue que je le traversai très rapidement, tant ces voûtes immenses me paraissaient peu solides. C'est dans cette superbe habitation que M. de Sainte-James se plaisait à donner de véritables fêtes. Je m'y rendis un jour pour y voir jouer la comédie. Tant de personnes étaient invitées et parcouraient le jardin avant et après le spectacle, qu'on se croyait dans une promenade publique. Il faut croire que la révolution n'est point arrivée à temps pour punir M. de Sainte-James d'avoir étalé tant de magnificence, car je n'ai jamais entendu dire, ni dans l'étranger, ni depuis mon retour en France, qu'il ait été guillotiné. Une mort naturelle l'aura soustrait au sort affreux de M. de Laborde et de M. Boutin ».
Il fut baron de Sainte Gemmes (l'actuelle Sainte Gemmes-sur-Loire) en Anjou (et non pas en Touraine), nom transformé en Sainte James, cette paroisse et seigneurie fut orthographiée ainsi au XIVe siècle.
L'ensemble de ses investissements sont évalués à un total de sept millions de livres, sans compter ses plantations de Saint-Domingue.

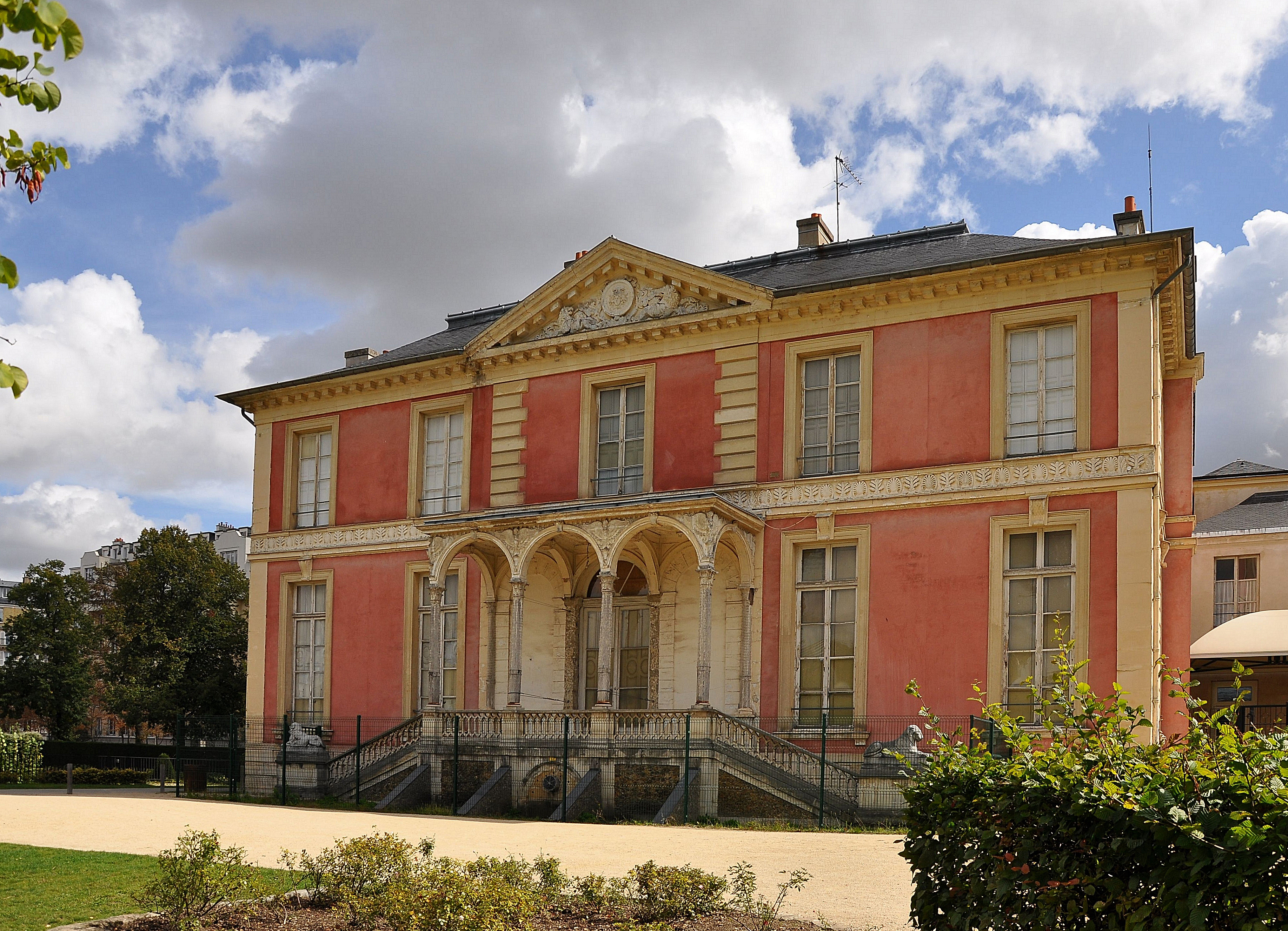
La Folie Saint-James, à Neuilly-sur-Seine.

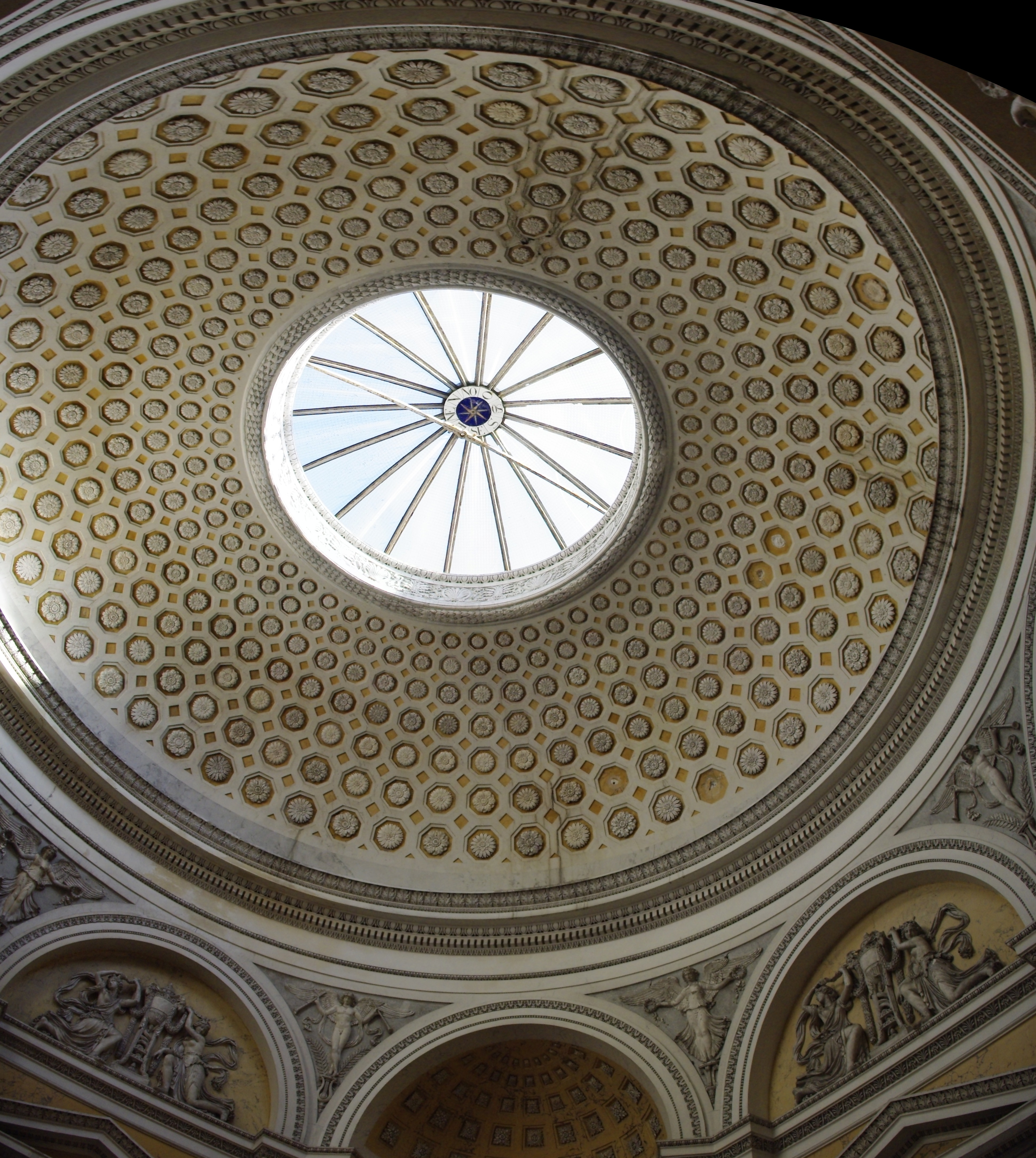
Le cabinet de curiosités du parc de la folie Saint-James, rue du général Henrion Berthier.

Baudard de Sainte-James vit fastueusement. Il acquiert un hôtel au 12 place Vendôme et crée la folie Saint-James à Neuilly-sur-Seine. Dans son jardin anglais, il fait transporter de Fontainebleau les blocs nécessaires à l'édification d'un énorme rocher de 43 mètres de haut. Louis XVI, qui a vu un jour passer le charroi de blocs de pierre, ne l'appelle plus que « l'homme au rocher ». Ce n'est que la plus imposante des nombreuses fabriques de ce jardin conçu pour lui par l'architecte François-Joseph Bélanger.
Il est le principal associé d'Antoine Mégret, comte de Sérilly (époux d'Anne-Louise de Domangeville) qui sera guillotiné avec la sœur du roi en 1794.
Franc-maçon, il est membre de la loge « les Amis réunis », qui réunit des membres de hautes fonctions de la monarchie française et qui compte entre autres le Vicomte de Tavannes, Antoine Court de Gébelin, Charles-Pierre-Paul Savalette de Langes, le président d’Hericourt, et le Prince Charles de Hesse-Rheinfels-Rotenburg.
En 1785  Messieurs Baudard de Sainte-James et J. B. de La Valette garantissent un prêt de trois cent mille (300 000) livres fait à Jean-Gabriel Peltier, remboursable dans 10 ans, pour créer une banque à Paris avec Étienne Carrier (neveu de Jean-Joseph Carrier de Montieu, ancien directeur de la manufacture royale d'armes de Saint-Étienne).
Baudard de Saint-James fait banqueroute le 2 février 1787. Charles Alexandre de Calonne refuse d'approuver les comptes de la Compagnie du Nord, qui avait obtenu un privilège du Roi en 1785.
Il passe trois mois à la Bastille et meurt peu après à Paris.
Marié à sa cousine, Julie Augustine Thibault-Dubois, petite-fille du maire de Tours Julien Dubois, il est le père de :
- Georges, trésorier de la Marine, député et administrateur de Saint-Domingue, marié avec Pauline Mosneron de Launay (nièce de Jean-Baptiste Mosneron de Launay)
- Marguerite, épouse du marquis Amand Marie Jacques de Chastenet de Puységur
- Maurice, officier, marié avec Aglaé de Gaucourt
- Alphonse, officier de marine, tué à la bataille de Trafalgar.

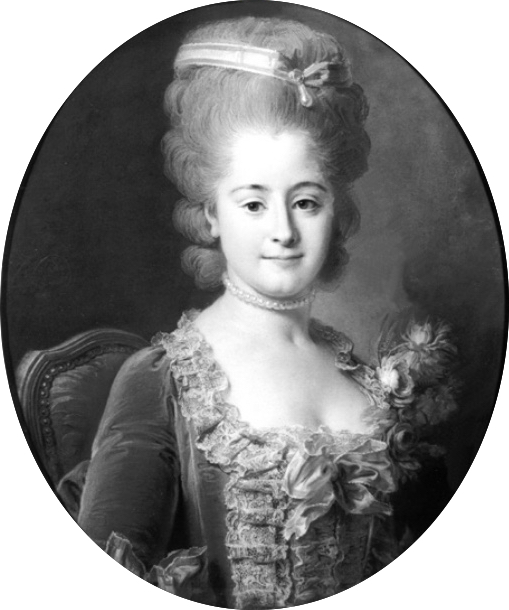
son épouse Julie Augustine Thibault-Dubois
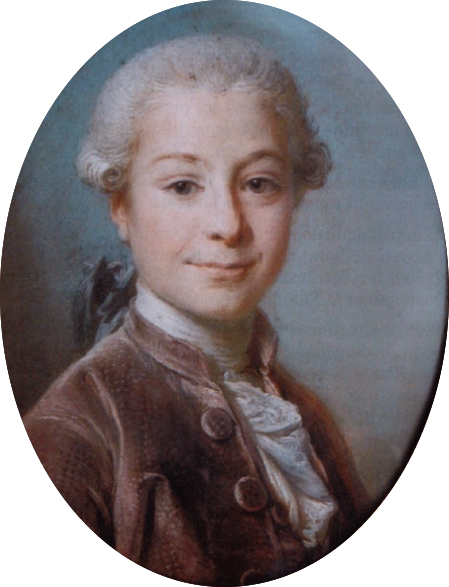
Georges (1765 - 1819)
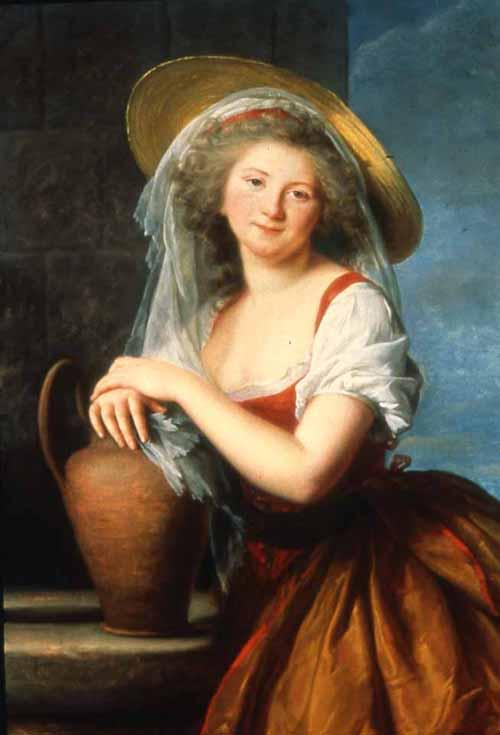
Marguerite (1766 - 1837)
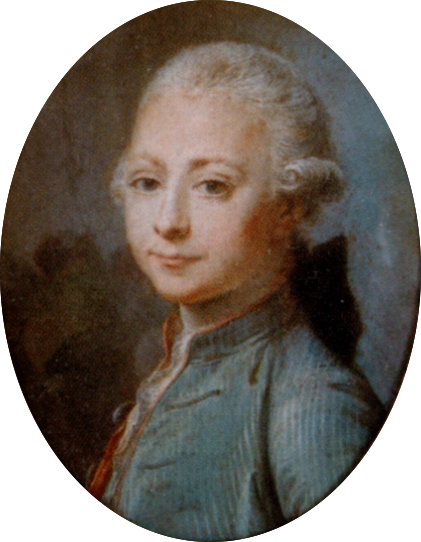
Maurice (1768 - 1832)